# Bruce (Missisipi)
Bruce – miasto w Stanach Zjednoczonych, w stanie Missisipi, w hrabstwie Calhoun.